# Вуста Правди

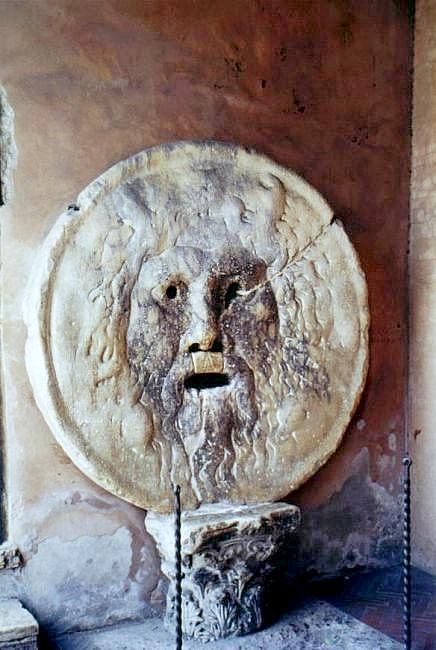
Вуста правди

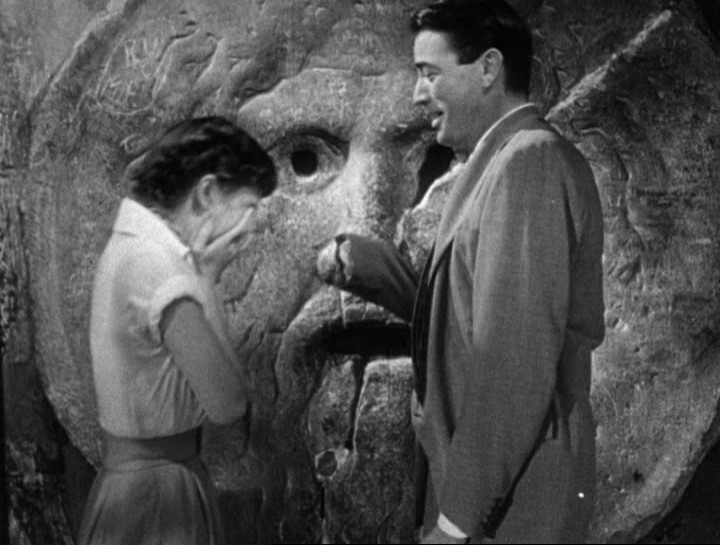
Відкушена рука «брехуна». Римські канікули

Вуста́ пра́вди (італ. Bocca della Verità) — антична кругла мармурова плита з зображенням маски Тритона (або Океану), що датується IV ст. до н. е.. і розташована з XVII століття в портику церкви Санта Марія ін Космедін в Римі. Маска досягає 1,75 м в діаметрі і має товщину 19 см, можливо слугувала люком Клоаки Максима або частиною фонтану. Зроблена з фригійського мармуру.
У Середньовіччі зародилася легенда про те, що Вуста можна використовувати як детектор брехні: якщо брехун покладе руку у відкритий рот, божество відкусить її.

## В кіно
- «Вуста правди» займають центральне місце в одній з емоційних сцен в фільмі Римські канікули.